# Fédération Camarilla française
La Fédération Camarilla française est une association loi de 1901, union d'associations, initiée en 1994, déposée en préfecture en 1996, et regroupant des associations désirant jouer au même jeu de rôle grandeur nature (même règles du jeu, même storyline) inspiré de Mind's Eye Theatre, dans l'univers du Monde des Ténèbres, de White Wolf.
Contrairement à ce que son nom pourrait laisser entendre, la Fédération Camarilla française n'est pas une fédération délégataire de l'État Français.

## Histoire
À la suite du précurseur Donjons et Dragons, de nombreux jeux de rôle des années 1980 présentèrent des systèmes de plus en plus réalistes et complexes, avec des univers généralement proches de la fantasy, du moyen-âge et du médiéval-fantastique. Cette tendances dans les univers se retrouve également dans les jeux de rôles GN, de cette époque et d'aujourd'hui.
La société éditrice de jeux de rôle White Wolf pris en 1990 le contre-pied de cette tendance, en proposant un jeu lourdement inspiré de Entretien avec un Vampire et Dracula, à l'histoire riche et complexe, mais au système simple, Vampire : la Mascarade.
Ce jeu, volontairement sombre, mature et adulte, à l'ambiance décrite comme gothique-punk, a connu un succès populaire et commercial fort. Et très vite des joueurs, notamment aux États-Unis (notamment à Seattle) et en France, s'organisèrent pour créer une version jeu de rôle grandeur nature. Plusieurs styles et systèmes de jeux se côtoyèrent pendant quelques années, et très vite apparu l'intérêt d'un jeu orienté sur les luttes politiques, en interaction entre plusieurs groupes de joueurs, de plusieurs villes.
C'est en réponse à la demande des joueurs, que fut créé par White Wolf un cadre de règles, nommé Mind's Eye Theatre, en 1993 ; et fut nommé "Vampire LARP" obtient aux États-Unis comme en Europe succès reconnu,, au point de disposer de conventions de fan spécifiques, comme d'autres univers connus (typiquement, Star Trek et Star Wars).
En France de nombreuses villes (notamment Aix, Paris, Lyon, Grenoble...) avaient dès 1992-1993 leur groupe de joueurs, regroupés en associations, jouant chaque mois. Il s'est ensuivi un long processus de rassemblement, qui aboutira  en France en 1996 avec la fondation d'une fédération d'association, nommée "Camarilla française", regroupant les associations volontaires au sein du même cadre de jeu, de la même adaptation des règles de Mind's Eye Theatre. C'est à cette époque également que la Camarilla française rejoint The Camarilla, fan club fédératif qui regroupe les associations, sous la direction de White Wolf.
La fondation de la FédéGN, mais également les attaques des médias traditionnels,, mélangeant allègrement jeu de rôle sur table, jeu de rôle grandeur nature, sectes et cultes sataniques, à la suite de l'affaire de la profanation du cimetière juif de Carpentras (où les rôlistes, et en particulier les aficionados de Vampire la Mascarade, furent montrés du doigt) ont contribué à accélérer ce mouvement de rassemblement et de structuration.
C'est pendant cette période que le jeu connaît son apogée, avec une trentaine de villes fédérées, des réunions de joueurs nationales et internationales, comme par exemple la venue de joueurs français à un conclave européen organisé par une association hollandaise, ou l'organisation en France de conclaves européens. L'attitude partiale des médias français et américains fut largement décriée et analysée depuis,,,.
Des tensions avec les associations de jeu de rôle grandeur nature ont notoirement existé à cette période, notamment à cause du style de jeu, volontairement très tranché par rapport aux GN plus classique ; de plus des débats ont eu lieu pour savoir si cette activité était bien du jeu de rôle grandeur nature, ou non. Le terme de semi-réel (mélange de narratifs et de scènes en jeu) fut notamment utilisé comme description neutre.  L'association, alors nommée Camarilla Française, est devenue en 1998 la Fédération Camarilla française, une union d'associations.
L'activité de la Fédération connut un coup de frein en 2003-2004, notamment en raison de l'arrêt de la gamme Vampire : la Mascarade remplacée par Vampire : le Requiem, et à cause de l'usure de la première génération de joueurs. Recentrant son action et ses interactions avec les associations, la Camarilla française quitta en 2004 l'association internationale "The Camarilla" et décida de s'affranchir partiellement du cadre de règle Mind's Eye.
En 2012 la Fédération Camarilla française entreprit les démarches pour devenir membre de la FédéGN, ce qu'elle est encore aujourd'hui. La résurgence de la gamme Vampire : la Mascarade, via l'édition "20ème anniversaire", ainsi que la sortie de la nouvelle édition de Mind's Eye Theatre, participent à un renouvellement des joueurs.

## Situation actuelle
La Fédération regroupe actuellement 13 associations, de 13 villes différentes ( Angers - Annecy - Bordeaux - Châteauroux - Evry - Grenoble - Guéret - Lille - Melun - Orléans - Périgueux - Saint-Etienne - Ys) et plus de 400 joueurs. C'est encore à l'heure actuelle l'une des rares fédérations fondée sur Mind's Eye Theatre encore active, hors États-Unis. Elle propose un cadre unique en France, avec des personnages joués tous les mois, existant pour certains depuis le début des années 90.
D'autres associations existent ou ont existé hors de ce cadre fédéral (notamment à Melun, St Étienne, Nancy, Saintes, Annecy...). Certaines sont sorties de la fédération, alors que d'autres ne l'ont jamais rejointe, certains l'ont également quitté puis rejointe.
Les relations avec la FédéGN et la communauté du jeu de rôle grandeur nature se sont largement améliorées ces dernières années, avec notamment l'adhésion de la Fédération Camarilla française à la FédéGN, et la présence conjointe dans des salons et conventions comme Japan Expo / Comic Con Paris, Octogônes, ou encore le fait que la Fédération Camarilla française ait représenté la FédéGN lors du salon Monde du jeu en 2010.
Même s'il reste quelques traces de la méfiance des médias envers le jeu de rôle, l'opinion publique s'est largement améliorée, au profit des associations comme la Camarilla Française. L'étendard de la FédéGN, disposant de l'agrément de jeunesse et d'éducation populaire du Ministère Français de la jeunesse et des sports, a notamment contribué à redresser l'image générale du jeu de rôle auprès des pouvoirs publics, désormais décrits comme une activité positive et formatrice.

## Règles
Même si des différences existent d'une époque à l'autre, les grandes lignes du jeu semi-réel ont peu changé : une fois par mois, les joueurs se réunissent dans un même lieu, pour interpréter leurs personnages, les faire interagir, et réagir aux événements écrits par des conteurs.
Même si l'essentiel de la partie se fait « en réel » (les joueurs interprètent leur personnage en costume, à la manière du théâtre d'improvisation) il arrive que des éléments « narratifs », représentés par une description orale, regroupent quelques joueurs et conteurs, à la manière d'une partie de jeu de rôle. Cela couvre par exemple les événements se passant en dehors du lieu de rencontre, ou nécessitant un matériel impossible à reconstituer.
À l'inverse de beaucoup de jeux de rôles grandeur nature médiéval-fantastique, les membres de la Camarilla française n'utilisent pas d'armes en caoutchouc ou latex pour simuler les combats. Cette différence permet aux joueurs d’interpréter un rôle même si leur condition physique ne leur permet pas. La plupart des hasards se règlent à Pierre-Feuille-Ciseaux et les contacts physiques sont généralement proscrits. Il est arrivé par le passé que certains groupes s'identifient via des badges, mais cette pratique est tombée en désuétude.
Entre deux parties, les joueurs sont invités à soumettre à leurs conteurs leurs "actions d'influence". Les vampires qu'ils interprètent sont supposés être actifs (et comploteurs) et peuvent donc passer leurs nuits, entre deux soirées mondaines, à améliorer leurs compétences, tenter d'influencer les groupes humains, chercher des informations sur leurs rivaux, etc.